# 202

## Decese
- dată necunoscută: Irineu de Lyon  (n. 130)
- dată necunoscută: Sfântul Haralambie episcop și martir creștin (n. 87)